# 33408 Mananshah
33408 Mananshah este o planetă minoră (asteroid), cu un diametru de 2,192 km, din centura de asteroizi. A fost descoperită pe 12 februarie 1999 la Experimental Test Site⁠(d) de Lincoln Near-Earth Asteroid Research. 
Obiectul prezintă o orbită caracterizată de o semiaxă mare de 2,2316513 UAi, o excentricitate de 0,06, o înclinație de 6,10658 ° în raport cu ecliptica.